# Майкл Гоутен
Майкл Гоутен (англ. Michael Houghton; нар. 1949) — британський науковець. Здобув ступінь доктора філософії в 1977 році у Королівському коледжі Лондона. Разом з Куай-Лім Чу, Джорджем Куо і Деніелом Бредлі він відкрив вірус гепатиту C у 1989 році. Він також став співавтором відкриття геному вірусу гепатиту D у 1986 році. Гоутон на 2020 рік є завідувачем кафедри вірусології і професором вірусології Альбертського університету, де він також є директором Інституту прикладної вірусології Лі Ка Шинга.
Здобув Нобелівську премію з фізіології або медицині 2020 року разом з Гарві Джеймсом Альтером та Чарльзом Райсом.

## Нагороди та визнання
- 1992: Премія Карла Ландштайнера[en][4]
- 1993: Премія Роберта Коха[en][5]
- 1994: Премія Вільяма Бомона[en][6]
- 2000: Премія Ласкера[7]
- 2000: Премія Ласкера-Дебейкі за клінічні медичні дослідження
- 2005: Dale A. Smith Memorial Award[8]
- 2009:  Hepdart Lifetime Achievement Award[9]
- 2013: Він став першою людиною, яка відмовилась від Міжнародної премії Гайрднера у розмірі 100 000 доларів, заявивши: "Я вважаю, що було б несправедливо з моєї точки зору прийняти цю нагороду без участі двох колег, доктора Куай-Лім Чу[en] та доктора Джорджа Куо[en]"[10][11]
- 2019: Почесний доктор наук Університету Східної Англії[12]
- 2020: Нобелівська премія з фізіології або медицини[13]